# Irma P. Hall
Irma Dolores Player Hall (Beaumont, 3 giugno 1935) è un'attrice statunitense, conosciuta soprattutto per il ruolo da protagonista in Ladykillers (2004) dei Fratelli Coen, che le ha valso il Premio della giuria al Festival di Cannes 2004.

## Filmografia parziale

### Cinema
- Punto debole (Split Image), regia di Ted Kotcheff (1982)
- Fuoco assassino (Backdraft), regia di Ron Howard (1991)
- Steel, regia di Kenneth Johnson (1997)
- Mezzanotte nel giardino del bene e del male (Midnight in the Garden of Good and Evil), regia di Clint Eastwood (1997)
- Patch Adams, regia di Tom Shadyac (1998)
- Bad Company - Protocollo Praga (Bad Company), regia di Joel Schumacher (2002)
- Ladykillers (The Ladykillers), regia di Joel ed Ethan Coen (2004)
- Collateral, regia di Michael Mann (2004)
- Il cattivo tenente - Ultima chiamata New Orleans (Bad Lieutenant: Port of Call New Orleans), regia di Werner Herzog (2009)
- Jayne Mansfield's Car - L'ultimo desiderio (Jayne Mansfield's Car), regia di Billy Bob Thornton (2012)

### Televisione
- Settimo cielo (7th Heaven) - serie TV, episodio 4x12 (2000)

## Doppiatrici italiane
- Sonia Scotti in Mezzanotte nel giardino del bene e del male, Ladykillers, Collateral
- Anna Cesareni in Patch Adams